# HSA (Automarke)
HSA war eine deutsche Automarke.

## Unternehmensgeschichte
Werner Herrler gründete 1988 das Unternehmen Cars & Kit - Herrler in Lauf an der Pegnitz und begann mit der Produktion von Automobilen. Der Markenname lautete HSA. Es ist nicht bekannt, wann die Produktion endete. Außerdem gründete Werner Herrler zusammen mit Klaus Schwarzer in Neunkirchen am Sand die HSA Automobile GmbH zum Import von Replikas. Diese Replikas wurden überarbeitet und Mustergutachten für den TÜV erstellt. Der Eintrag dieses Unternehmens im Handelsregister Nürnberg wurde erst 2007 gelöscht.

## Fahrzeuge
Das einzige selbst hergestellte Modell war der Seven. Dies war ein Nachbau des Lotus Seven. Die Karosserie bestand aus Aluminium und Kunststoff. Für den Antrieb sorgte ein Motor vom Ford Sierra mit 2000 cm³ Hubraum. Der Neupreis betrug 23.500 DM für einen Bausatz und 49.500 DM für ein Komplettfahrzeug.